# Pfarrkirche Palfau

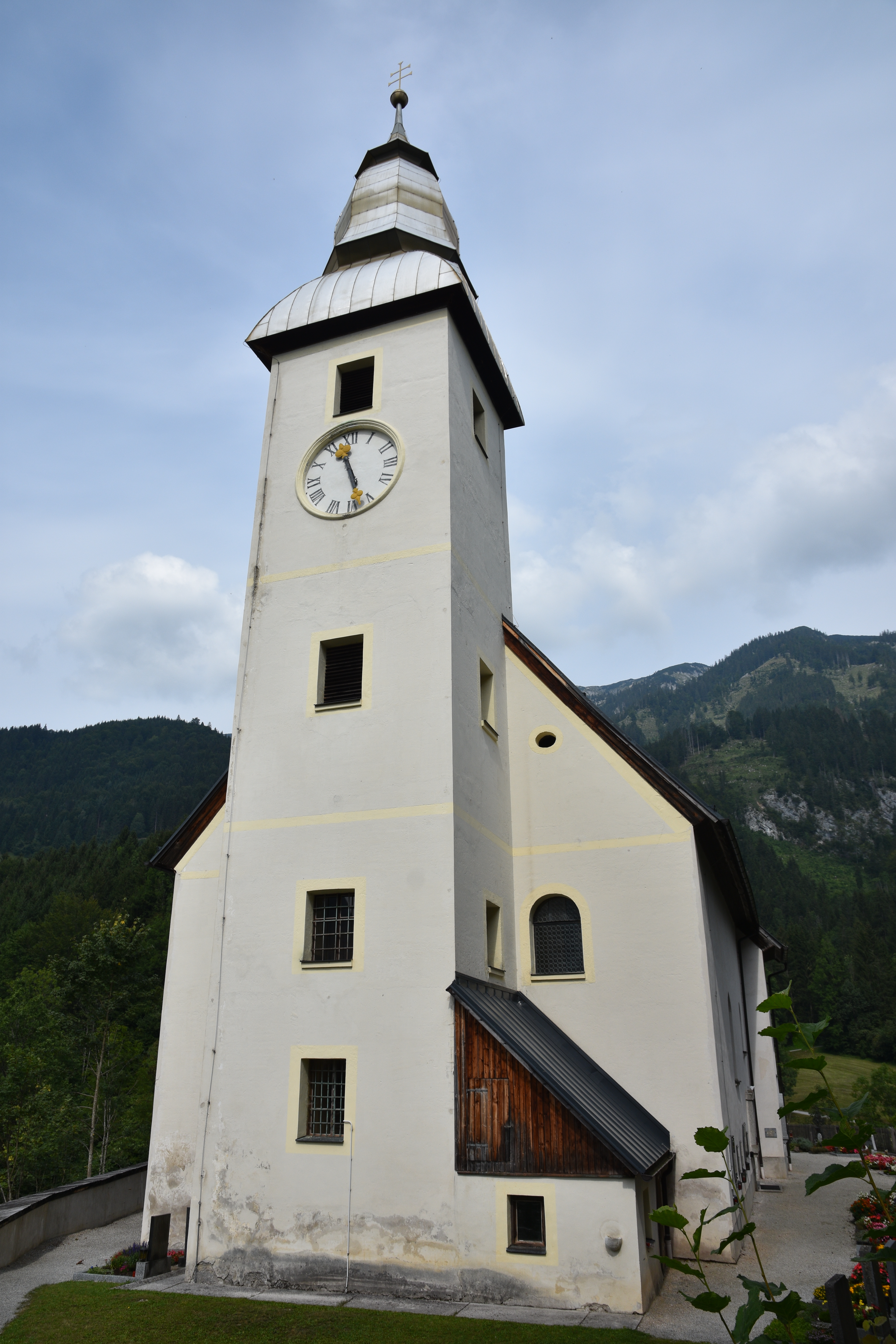
Katholische Pfarrkirche Allerheiligen in Palfau

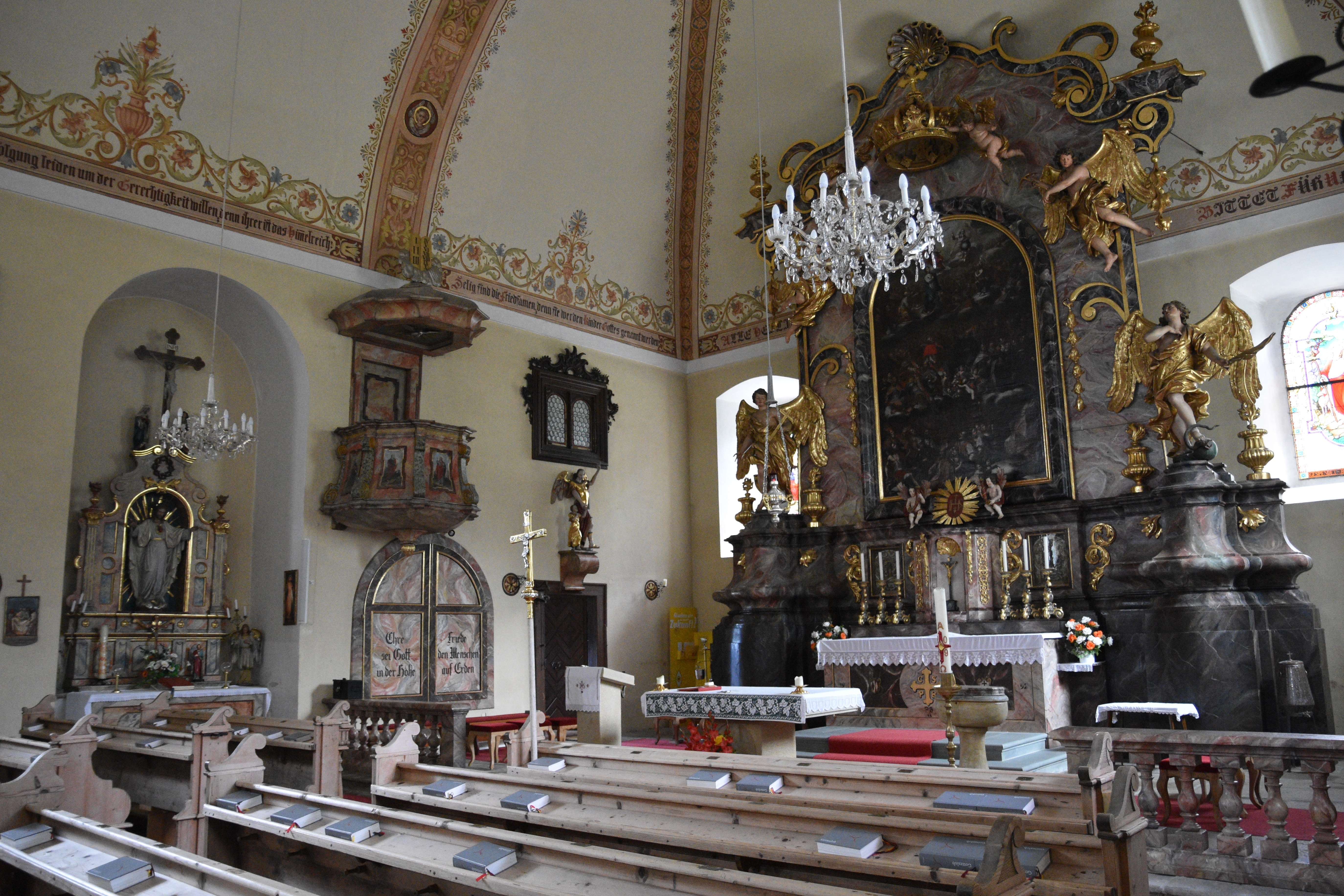
Im Chor zum Hochaltar

Die Pfarrkirche Palfau steht in der Ortschaft Palfau in der Gemeinde Landl im Bezirk Liezen in der Steiermark. Die dem Fest Allerheiligen geweihte römisch-katholische Pfarrkirche gehört zum Dekanat Admont in der Diözese Graz-Seckau. Die Kirche und der Friedhof stehen unter Denkmalschutz (Listeneintrag). 

## Geschichte
An der Stelle einer im 14. Jahrhundert bestehenden Kapelle wurde von 1733 bis 1735 durch einen Polier Jakob Prandtauers erbaut. Die Kirche wurde 1899/1900 und 1978 innen und 1912 sowie 1979 außen restauriert.

## Architektur
Der Saalraum unter einem Tonnengewölbe hat eine dreiachsige Westempore. Der Westturm trägt eine geschwungene Haube aus 1827/1828.

## Ausstattung
Der Hochaltar aus 1735 hat plastischen Schmuck von Josef Thaddäus Stammel und zeigt ein Altarblatt Allerheiligen des Malers Johann Jakob Raunacher.
Es gibt zwei Seitenaltäre, der nördliche Seitenaltar trägt eine gotische Statue Muttergottes um 1480. Es gibt eine Tragstange mit einer gotischen Büste Maria in der Art des Lienhart Astl um 1510 als Bekrönung.
Die Orgel aus 1902 zeigt sich in barocken Formen. Eine Glocke nennt Bernhard Lissiak 1794.